# Nine Stories
Nine Stories war eine Begleitband der US-amerikanischen Sängerin Lisa Loeb. Die Gruppe wurde 1990 gegründet um Titel der Sängerin einzuspielen und aufzuführen. Die Band spielte das Album Tails (1995) ein. Zu jenem gehört auch der Nummer-eins-Titel Stay, welcher bereits 1994 auf dem Soundtrack zum Film Reality Bites – Voll das Leben zu hören war. Die Band wurde 1996 aufgelöst.
Die Mitglieder waren: Tim Bright (Gitarre), Jonathan Feinberg (Schlagzeug) und Joe Quigley (E-Bass)